# Национальная центральная библиотека Флоренции
Национа́льная центра́льная библиоте́ка Флоре́нции — одна из двух национальных библиотек Италии, наряду с Национальной центральной библиотекой Рима.
Библиотека была основана в 1714 году, когда известный итальянский учёный Антонио Мальябеки завещал свою коллекцию книг, которая охватывала приблизительно 30 000 томов, городу Флоренция.
Первоначально известная как Библиотека Мальябеки (Малиабечи), она была открыта общественности в 1747 году.
В 1861 году фонд библиотеки был объединён с фондом другой библиотеки — «Biblioteca Palatina» и в 1885 году она была переименована в Национальную центральную библиотеку Флоренции.
С 1870 года библиотека собирает копии всех итальянских публикаций.
С 1935 года книжные коллекции были размещены в здании, спроектированном Чезаре Баццани и расположенном вдоль реки Арно. До этого они размещались в помещениях, принадлежащих Галерее Уффици.

Манускрипты из Национальной библиотеки Флоренции высушивают после наводнения, случившегося в ноябре 1996 года

Серьёзное наводнение 1966 года, когда река Арно затопила значительную часть города, значительно повредило почти одну треть книжного фонда библиотеки, особенно пострадали периодические издания и несколько редких коллекций книг.

## Галерея

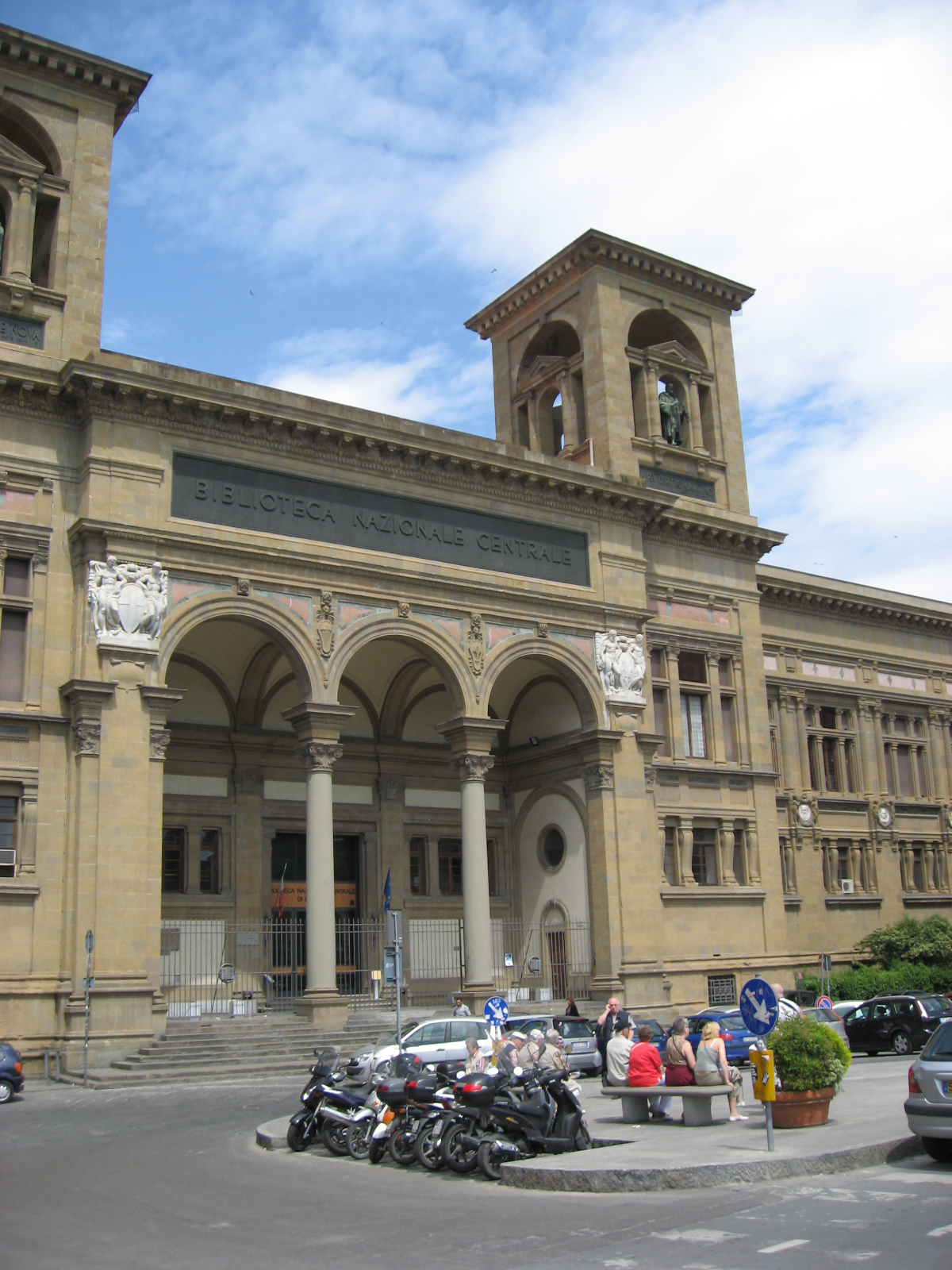
Внешний вид библиотеки
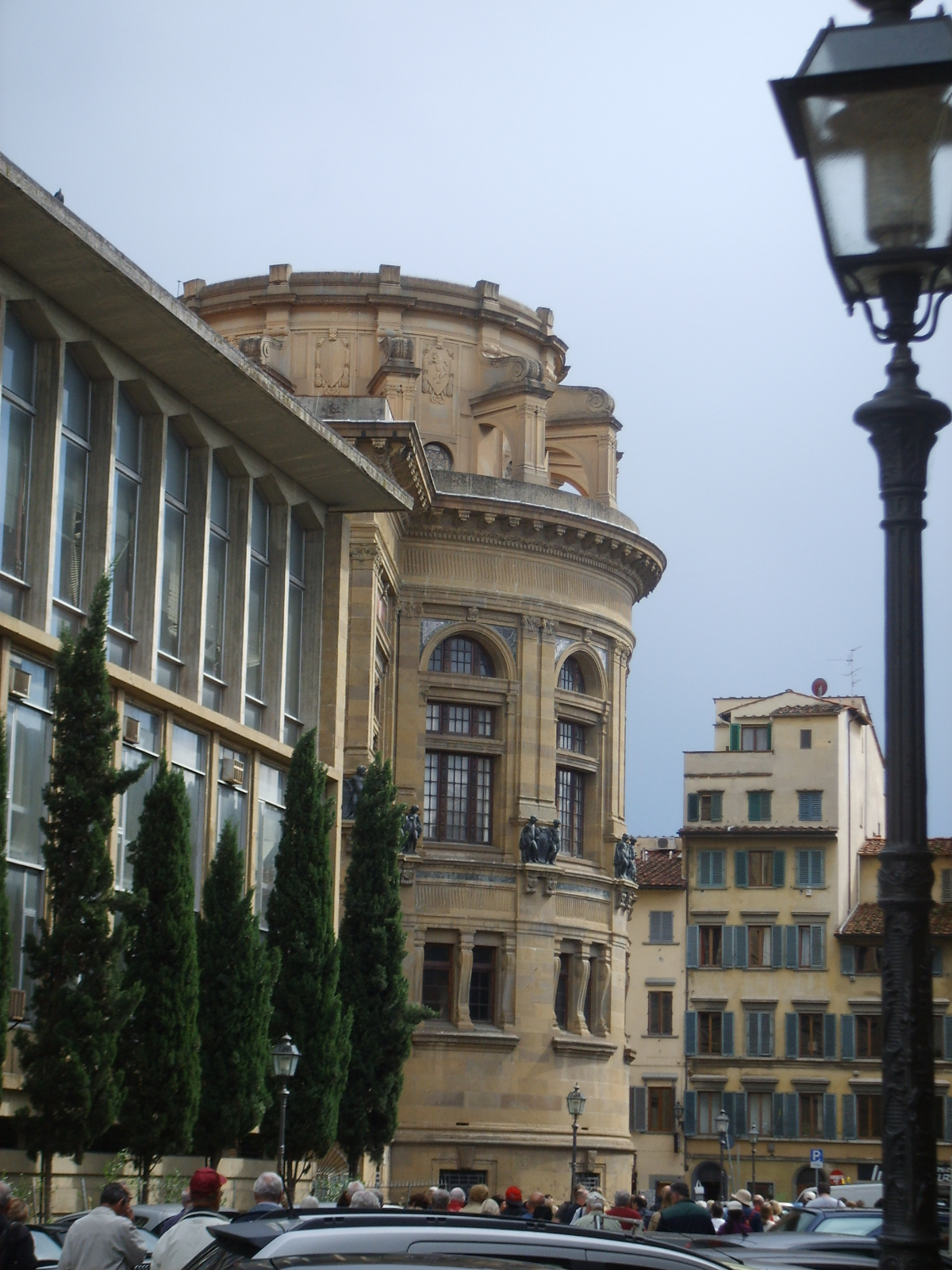
Ротонда библиотеки
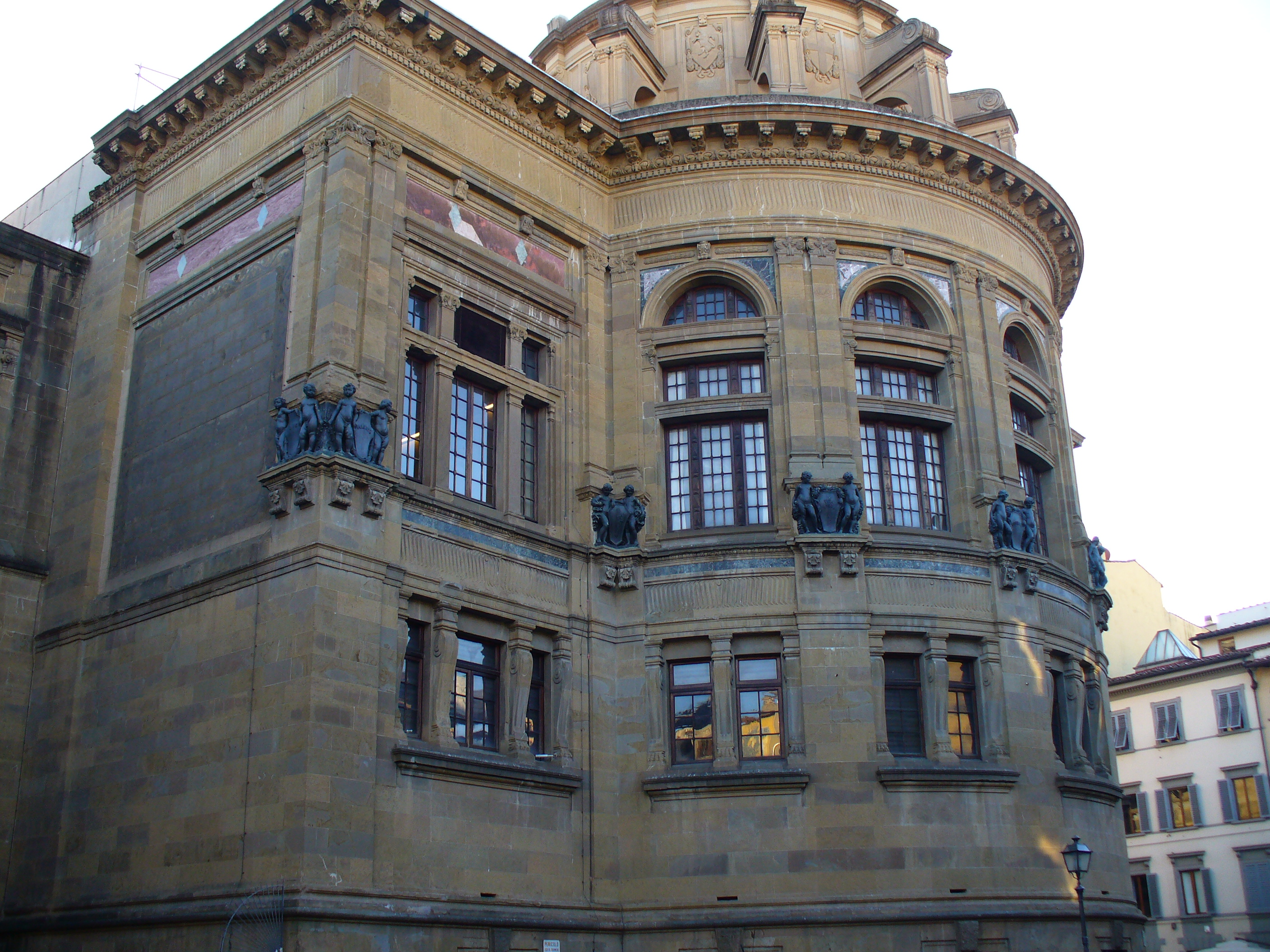
Элементы внешней отделки здания библиотеки
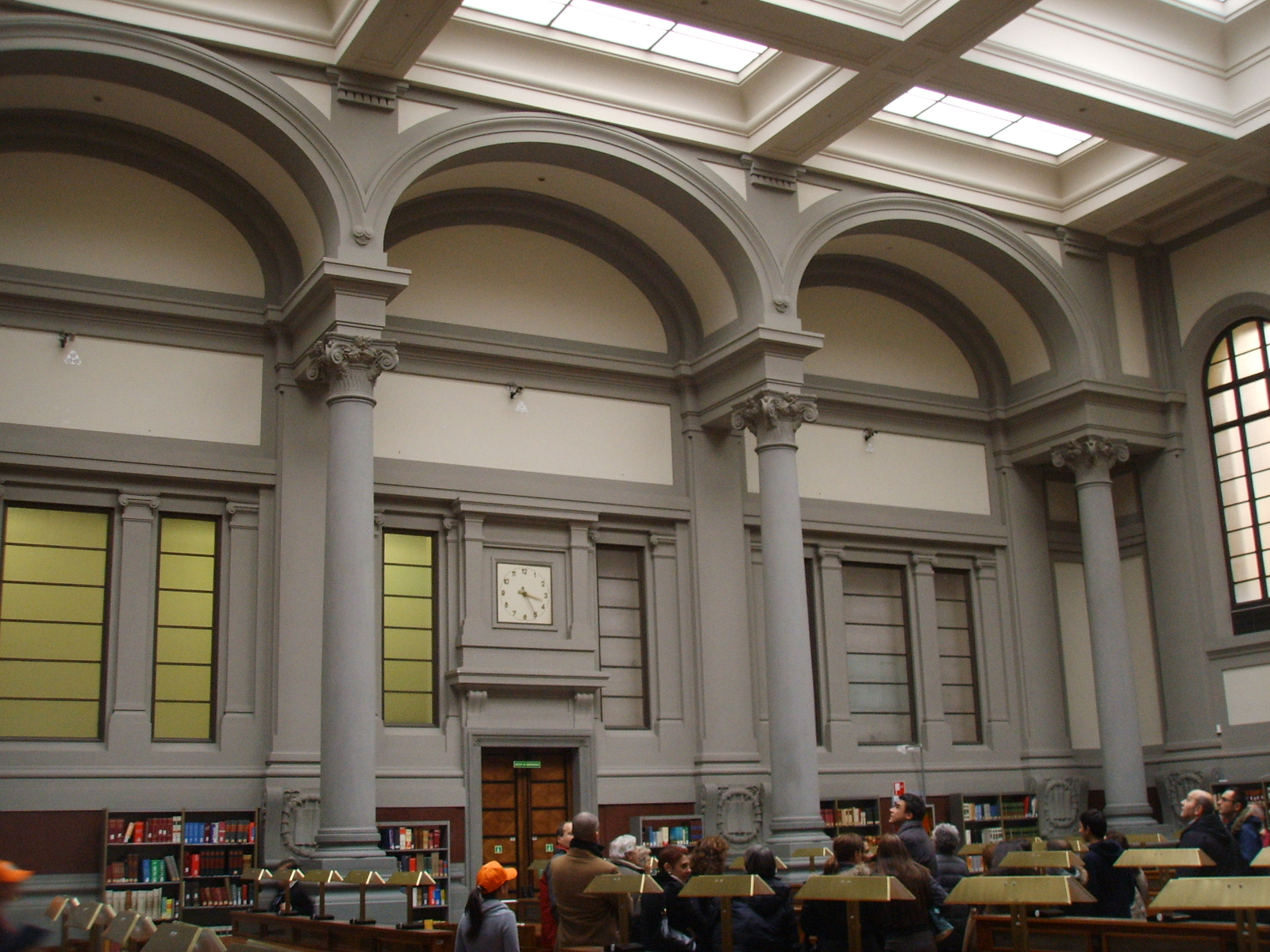
Внутреннее убранство библиотеки
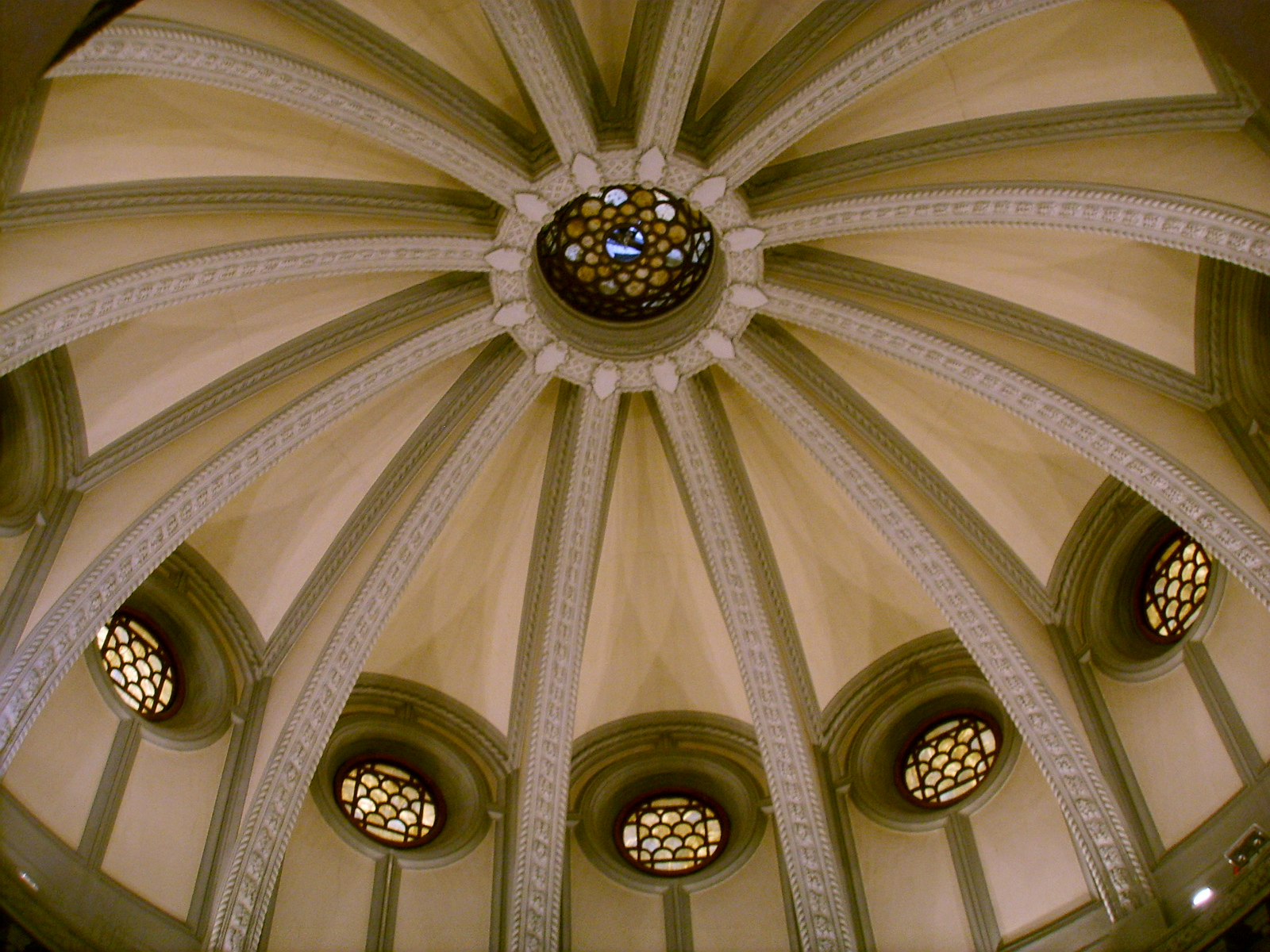
Купол ротонды изнутри
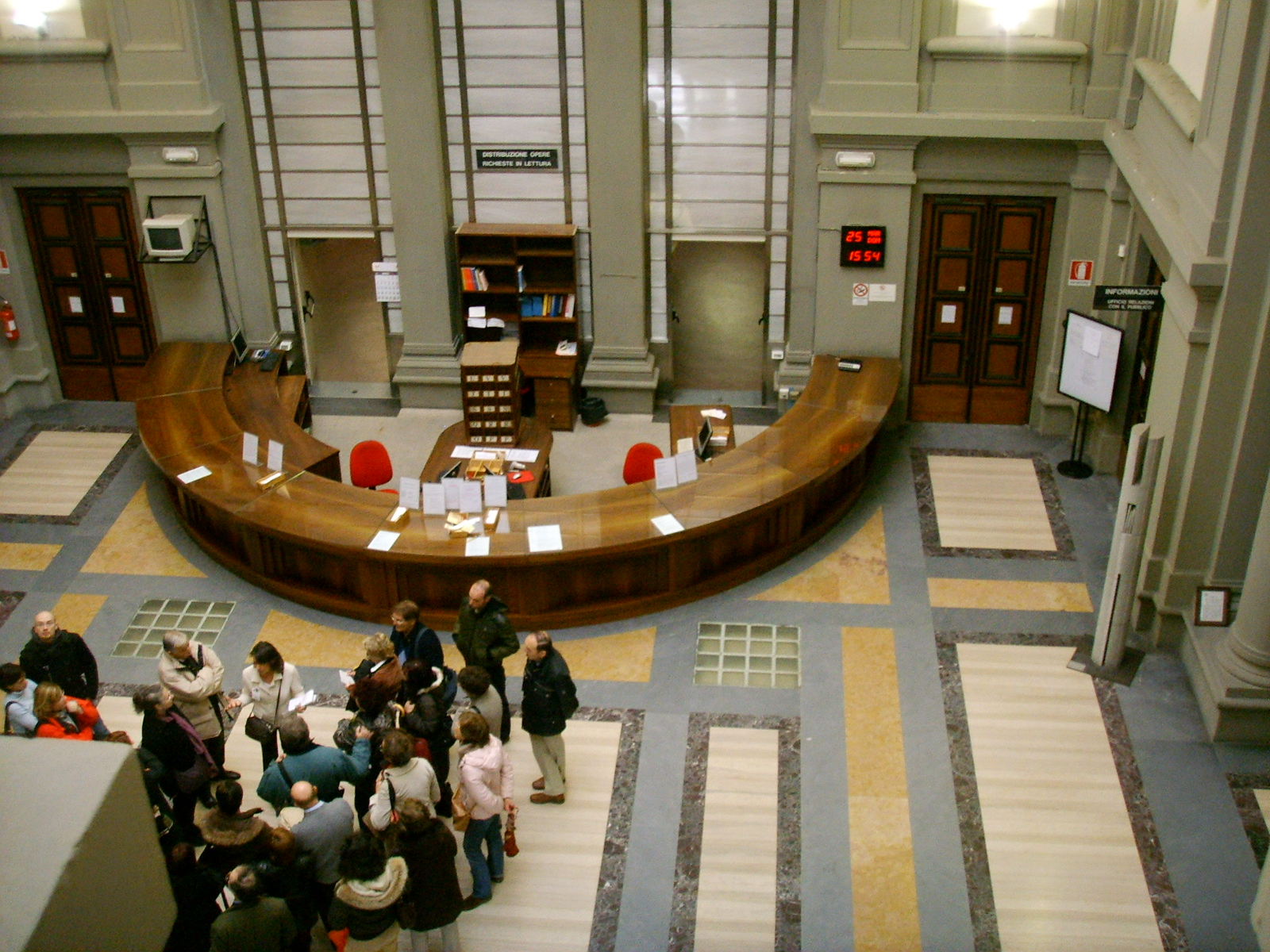
Зал презентаций
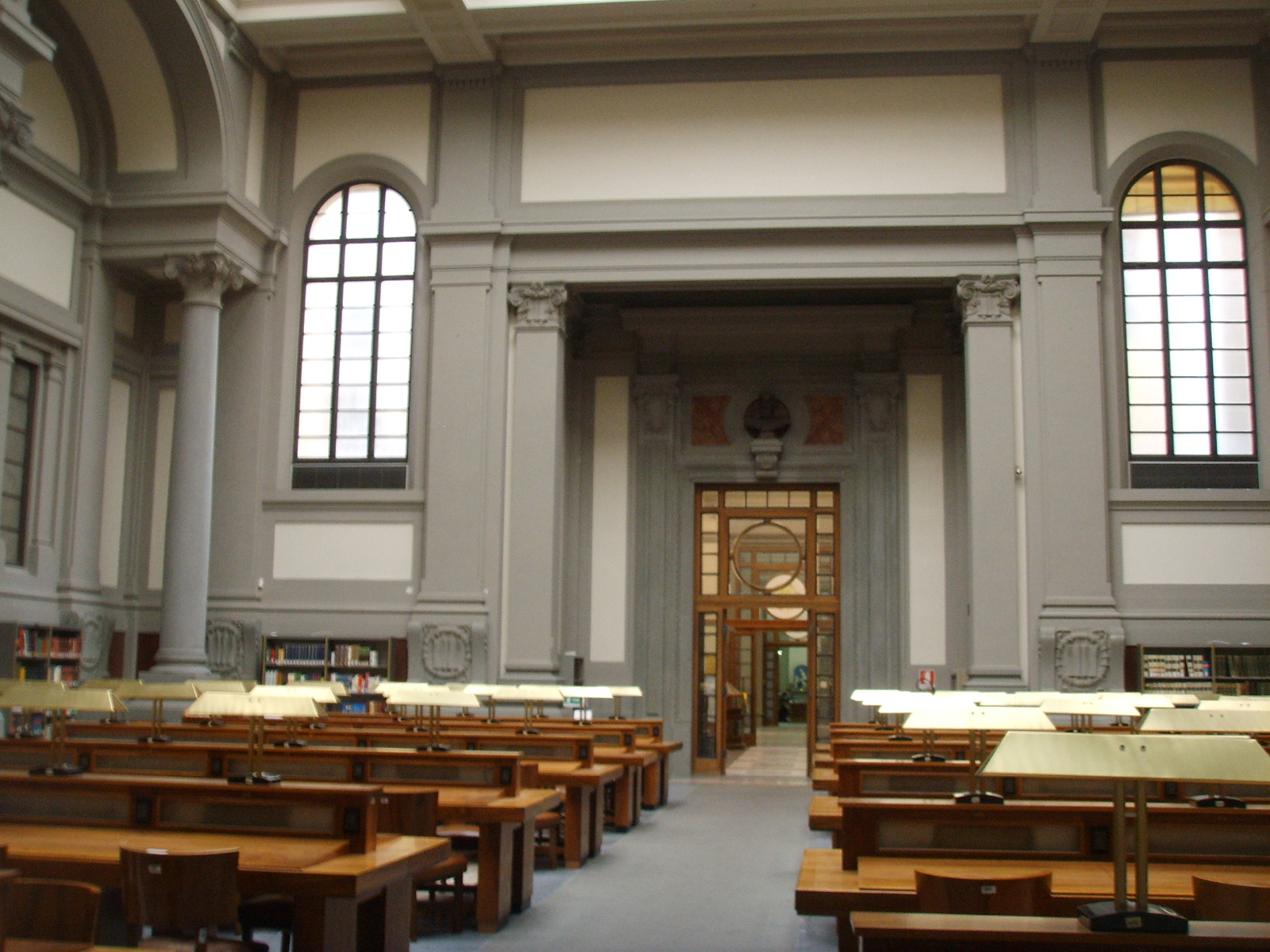
Лекционный зал
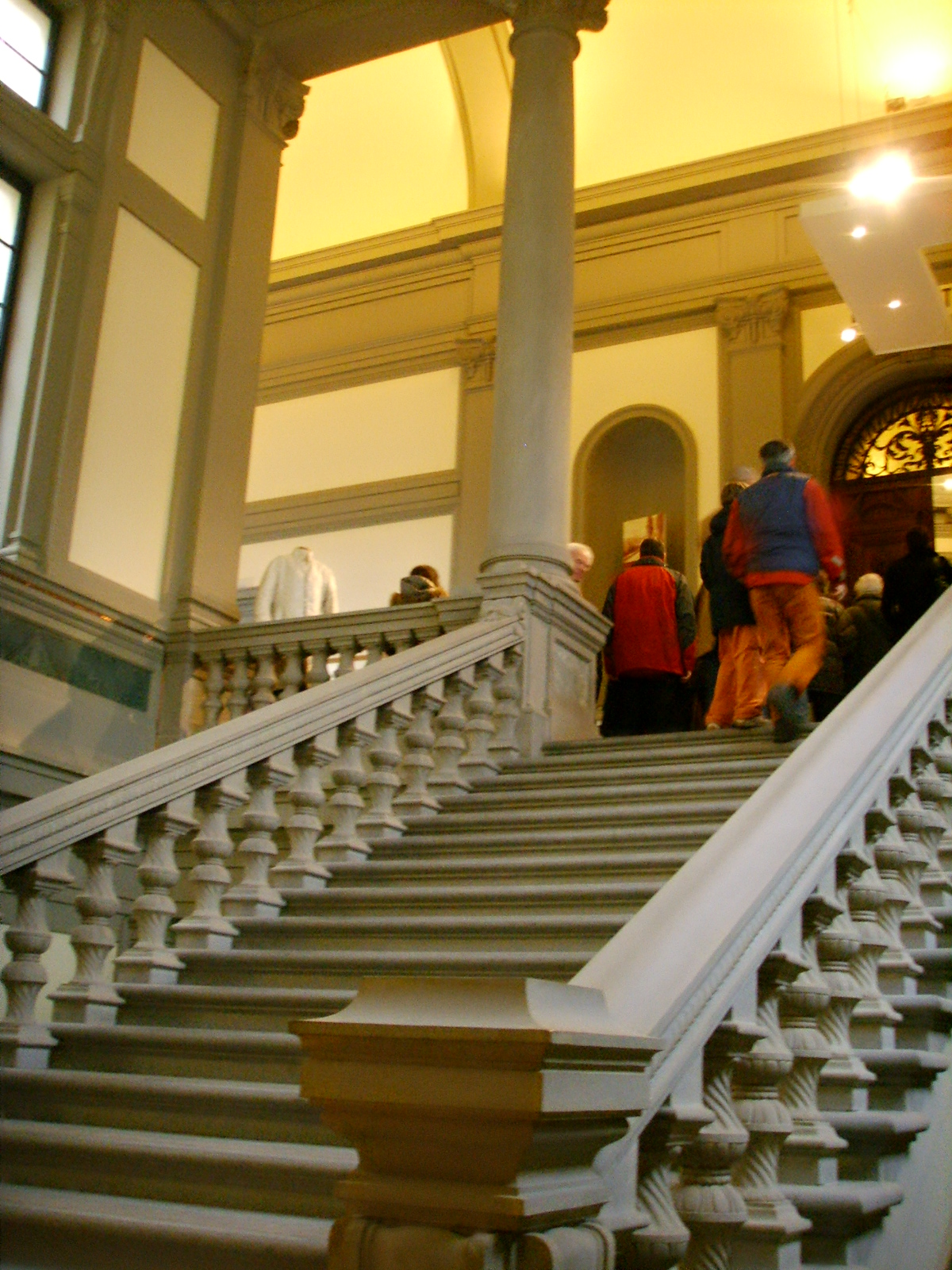
Лестница